# Витбек
Витбек (њем. Wittbek) општина је у њемачкој савезној држави Шлезвиг-Холштајн. Једно је од 132 општинска средишта округа Нордфризланд. Према процјени из 2010. у општини је живјело 810 становника. Посједује регионалну шифру (AGS) 1054159.

## Географски и демографски подаци
Витбек се налази у савезној држави Шлезвиг-Холштајн у округу Нордфризланд. Општина се налази на надморској висини од 25 метара. Површина општине износи 19,9 km². У самом мјесту је, према процјени из 2010. године, живјело 810 становника. Просјечна густина становништва износи 41 становника/km².